# Estação Azurara

A Estação Azurara é parte do Metro do Porto, situada ao longo da Linha da Póvoa.